# Liste des évêques d'Ebolowa
Cette page présente la liste des évêques d'Ebolowa, au Cameroun

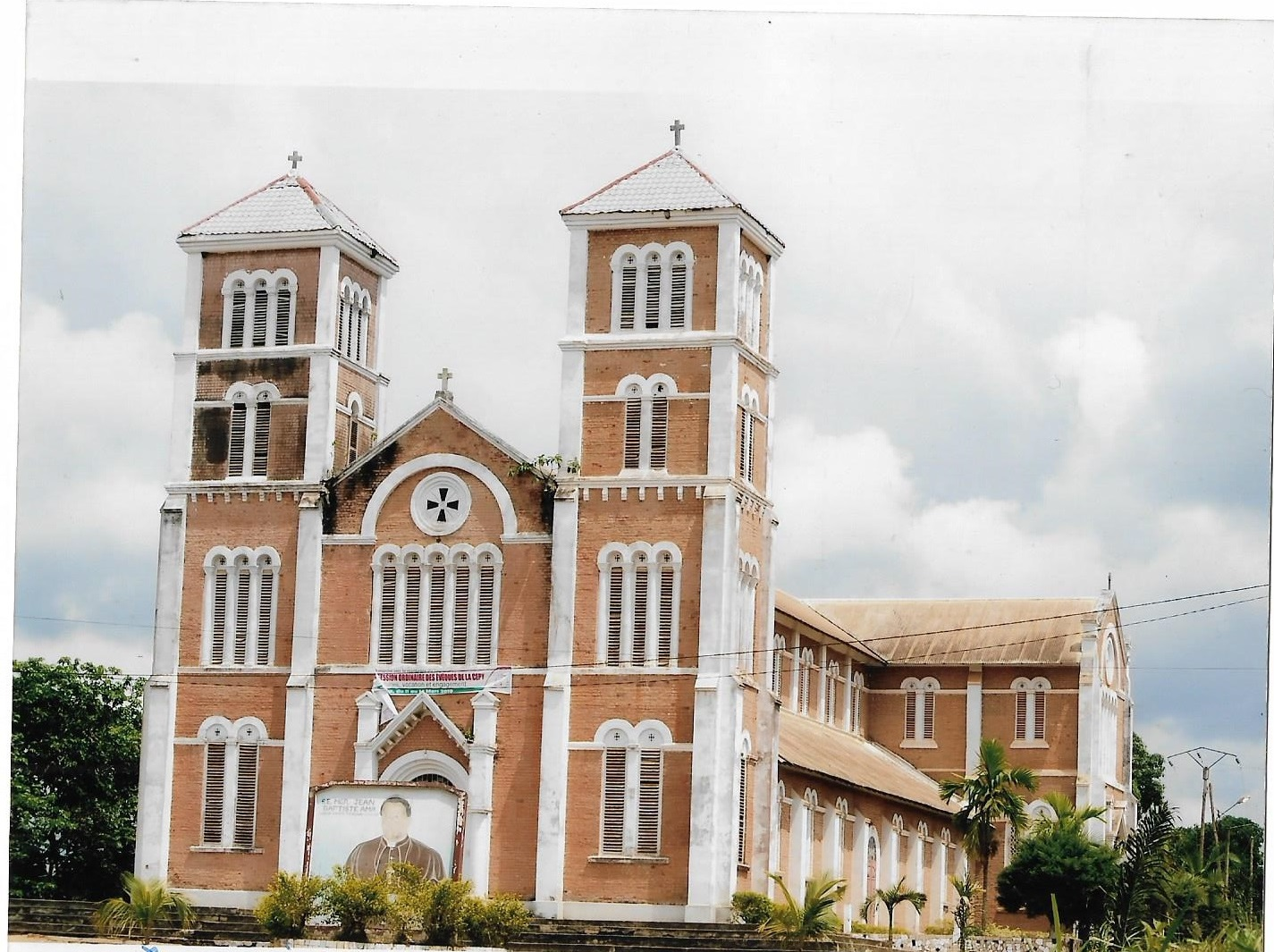
Cathédrale Saints Anne & Joachim d'Abang à Ebolowa

 Le diocèse d'Ebolowa-Kribi est fondé le 20 mai 1991 par détachement du diocèse de Sangmélima. Il est lui-même divisé le 19 juin 2008 pour donner naissance au  diocèse de Kribi. Il prend alors le nom de diocèse d'Ebolowa (Dioecesis Ebolouanus).  

## Évêques

### Évêques d'Ebolowa-Kribi
- 20 mai 1991-15 mars 2002 : Jean-Baptiste Ama.
- 15 mars 2002-15 octobre 2004 : siège vacant
- 15 octobre 2004-19 juin 2008 : Jean Mbarga

### Évêques d'Ebolowa
- 19 juin 2008 - 31 octobre 2014 : Jean Mbarga, nommé archevêque de Yaoundé
- 31 octobre 2014 - 22 octobre 2016 : siège vacant
- depuis le 22 octobre 2016 : Philippe Alain Mbarga

## Paroisses
- Saints Anne et Joachim d'Abang
- Saints Simon et Jude d'Azem
- Notre Dame de Fatima et Saint Jean Bosco de Nko'ovos
- Saints Pierre et Paul de Bityili Bissok
- Saints Pierre et Paul de Ma'an
- Saints Pierre et Paul de Nkoetye
- Notre Dame de la Providence d'Ambam

### Sources
- Fiche du diocèse sur le site catholic-hierarchy.org